# Obertraun
Obertraun è un comune austriaco di 740 abitanti nel distretto di Gmunden, in Alta Austria.
Nella località si trova un sistema di grotte carsiche visitabili, chiamate Koppenbrüller.